# یونجه درختی
یونجه درختی (نام علمی: Cytisus proliferus) نام یک گونه از تبار طاووسی است.